# Беллами, Эдуард
Э́дуард Бе́ллами (англ. Edward Bellamy, 26 марта 1850 — 22 мая 1898) — американский публицист, политический мыслитель социалистического толка, автор психологических и утопических романов.
Происходил из семейства священников. Воспитывался как баптист, крестился в 14-летнем возрасте, но в дальнейшем отошёл от церкви, хотя глубоко интересовался религиозными вопросами. Получал высшее образование по индивидуальной программе в течение двух семестров, год обучался в Германии. Получив практическое юридическое образование, непродолжительное время практиковал как адвокат, далее работал журналистом и писателем. Скончался от последствий многолетнего заболевания туберкулёзом.
Наиболее известен утопическим романом «Через сто лет» (1888), который вызвал огромное число подражаний и продолжений, и был воспринят публикой в США и Европе (не исключая России) как программа построения развитого индустриального социального государства, основанного на государственной собственности. Роман стал идеологической основой политического движения, так называемых «Националистических клубов», которые стали частью американского популизма. До середины XX века роман издавался миллионными тиражами во многих странах мира. В 1930-е годы в Нидерландах была создана политическая партия имени Эдуарда Беллами.

## Биография

### Годы становления (1850—1869)
Согласно семейному преданию, родоначальником массачусетских Беллами был капитан-флибустьер Сэмюэл (иногда упоминаемый как Джозеф или Чарльз), который был повешен в Бостоне около 1726 года. Его сын Эдуард прислуживал в доме баптистского священника и избрал своей жизненной стезёй церковное служение. В дальнейшем Беллами встроились в новоанглийскую элиту, были в родстве с семействами Шерманов, Кингов, Патнэмов и Уиверов; младшая ветвь рода с 1848 года обосновалась в промышленном городе Чикопи. 26 марта 1850 года у баптистского священника — преподобного Руфуса Кинга Беллами (1816—1886) — родился второй сын, названный Эдуардом. У него были старший брат Фредерик (родившийся 14 апреля 1847 года), а также младший Чарльз (появившийся на свет 7 мая 1852 года). Вскоре после рождения Эдуарда семья переехала в более просторный дом, с которым была связана вся его жизнь. Дом располагался в промышленном районе, и соседствовал как с особняками фабрикантов и торговых агентов, так и более скромными жилищами рабочих. Руфус Беллами был известен образованностью и остроумием, и пользовался широкой известностью в западной части штата. Мать — урождённая Мария Луиза Патнэм — была строга и сдержанна, но никогда не отказывала в благотворительности всем, кто к ней обращался. Она также была очень образованной, поскольку её отец-священник возглавлял движение за просвещение женщин. Мария Луиза вынесла из Спрингфилдской академии знание греческого и латинского языков. Её пример и активное руководство привели к тому, что домашние дискуссии и огромное системное чтение стали для Эдуарда главным фундаментом для раннего интеллектуального развития. В отрочестве его привлекали биографии Наполеона, Нельсона и Магомета, и в десятилетнем возрасте он заполнял дневник размышлениями о причинах их успеха. Тогда же он написал «Закон для Республики Сан-Доминго», в котором проявил себя как будущий мыслитель-утопист. В дальнейшем он активно участвовал в школьных дискуссионных клубах родного города; в 13-летнем возрасте он как минимум дважды выступал публично. В своих газетных публикациях он многократно подчёркивал полезность дискуссионных клубов и самостоятельного чтения, и призывал к тому всех сограждан. Семья была религиозной: молитвы всем домом читались, как минимум, дважды в день. Строгость в вероучении при этом не означала догматизма или ханжества. 3 апреля 1864 года Эдуард принял крещение в баптистской общине Чикопи у собственного отца. В дневнике и недописанной автобиографии он фиксировал экстатический религиозный опыт, который усилил стремление к уединению. Во время молитв он ощущал единение с Богом едва ли не в физическом смысле.
В 1867 году Эдуард поступил в Юнион-колледж в Скенектади, не пройдя конкурса в Вест-Пойнт по состоянию здоровья. Его природная замкнутость привела к тому, что он отказался проходить обязательные курсы, и убедил начальство прочитать для него специальный курс литературы, который вёл преподобный Рэнсом Уэлч. Осенью 1867 года датирована его рукопись «Необходимое самообразование», из которой следует, что он глубоко погрузился в политэкономию, и считал, что если цель жизни не определена, умственное и моральное саморазвитие обязательно. Для себя он считал настоятельно необходимым знание социальной и политической истории в полном объёме от древности до современности, физической и политической географии, политической науки, испанского и французского языков, логики и военной стратегии. Также он вступил в братство «Альфа-Каппа-Эпсилон» и со временем оценил преимущества социальной жизни. Вероятно, именно в колледже он познакомился с учением Огюста Конта и основами социализма, хотя программа была консервативной. Кроме того, в январе — мае 1868 года он участвовал в работе «Общества филоматов». Проведя в колледже два семестра, в 1868 году Эдуарда отправили сопровождать кузена Уильяма Пэкера на лечение в Европу (в апреле умер второй кузен по имени Пэкер Беллами). Путешествие оплачивала состоятельная тётка по матери — миссис Гарриет Пэкер, — с которой у Эдуарда были не лучшие отношения. Мать даже увещевала его забыть об «эгоистичной гордыне». Целью Эдуарда и Уильяма был Дрезден, где молодые люди изучали немецкий язык и даже посещали университет. Беллами шокировал контраст с родными местами: в индустриальном центре США, несмотря на разницу в уровне жизни, трудолюбивые мигранты всегда могли заработать на жизнь. Вид европейских трущоб впервые подтолкнул молодого человека к глобальным размышлениям об общественном переустройстве. Впрочем, когда его спрашивали, насколько он глубоко усвоил в Германии социализм, Эдуард отшучивался, что научился в этой стране пить пиво. Тем не менее, он вынес из европейского путешествия глубокое уважение к немецкой аккуратности в делах и жизненной размеренности. Проведя год за океаном, он вернулся в США, поскольку по складу характера не любил ни перемены мест, ни покидать надолго отчий дом. Любая перемена обстановки причиняла ему дискомфорт, что многократно фиксировалось в дневнике и в переписке.
На рубеже 1860 и 1870-х годов Эдуард Беллами вырабатывал собственное мировоззрение. Он отошёл от детской веры, но глубоко усвоил Библию, и мог на равных дискутировать с миссионерами. Он пришёл к выводу, что Реформация продолжается, поскольку христианская истина должна быть выражена в формах, подходящих «интеллектуально хаотичной» эпохе. Не менее привлекал его и дарвинизм. В протестантской доктрине его не устраивало противоречие между обиходной проповедью, обличавшей грешников, убеждение, что большинство душ попадает в ад, и одновременное наставление, что Бог есть любовь. В конце концов Беллами разуверился в церковной доктрине, но никогда не отрицал социальной необходимости организованной религии. Одной из причин, возможно, был некий скандал, в результате которого Руфусу Беллами пришлось уйти с поста настоятеля церкви.

### Адвокат и журналист (1869—1880)
После возвращения из Германии Эдуард болезненно ощущал финансовую зависимость от родителей, и устроился в юридическую фирму Леонарда и Уэллса в Спрингфилде, где стал изучать право на практике. В августе 1871 году он сдал экзамены на звание адвоката, и получил предложение о партнёрстве в фирме Уитни в Уэстфилде. Однако Эдуард не хотел покидать дом, и открыл частную практику в Чикопи. Первым его делом стало выселение вдовы за неуплату; столкновение с реальностью привело к глубокому разочарованию в профессии. Хорошо владея пером и зная законодательство, Беллами переключился на журналистику. Первая его статья вышла ещё в марте 1871 года в радикальном журнале «The Golden Age», и была посвящена женскому избирательному праву. Пэкеры обратились в редакцию «New York Evening Post» с предложением нанять Эдуарда как колумниста, компетентного в вопросах внутренней политики и актуальной повестки дня. В ноябре Беллами переехал в Нью-Йорк, где из гордости стал снимать комнату (хотя мог жить у Пэкеров) и даже отказывался от денежных переводов от родителей. По основному месту работы он много писал о коммунальной реформе в городе, принятии новых санитарных правил и вездесущей коррупции. В «The Golden Age» он опубликовал не менее двух статей, посвящённых катастрофам на железных дорогах и народном образовании. Брат Фредерик, работавший в юридической конторе, рекомендовал Эдуарда в только что открывшуюся газету «Boston Daily Globe», и, кроме того, познакомил с фурьеристом Альбертом Брисбейном. Впрочем, записи об этом в дневнике Беллами отсутствовали.
4 июня 1872 года Эдуард Беллами покинул Нью-Йорке и вернулся в Чикопи, вероятно, по совету отца. Ещё в мае местные республиканцы выкупили газету «Springfield Union» и формировали редакционный коллектив. Передовые статьи и книжные обзоры Беллами выходили в этом издании с конца лета 1872 по декабрь 1877 года. Иногда их объём достигал трёх колонок. Беллами рецензировал новейшие издания и переводы Джордж Элиота, Жорж Санд, Харди, Теккерея, Диккенса, Чарльза Кингсли, Бульвер-Литтона, Хауэллса, Гюго, Клеменса и Тургенева, что отражало его личные вкусы. Он явно не любил Брета Гарта и Уитмена, и не сомневался в блестящем будущем Генри Джеймса-младшего. Кроме того, он пробовал себя в прозе, и с 1875 года опубликовал 23 рассказа, которые охотно принимали в престижных изданиях, таких как «Scribner’s», «Atlantic Monthly», «Harper’s Magazine», «Appletons' Journal», и так далее
В декабре 1877 года Эдуард тяжело заболел: испытывал обмороки, общую слабость и кишечное расстройство. Врачи полагали, что это чахотка. Вместе с братом Фредериком он решился ехать лечиться на Гавайские острова. Братья двинулись кружным путём через Панаму и Сан-Франциско. Калифорнию двое Беллами покинули 11 января 1878 года, и прибыли на острова в самом конце февраля, но уже 9 апреля отправились на материк. Далее они возвращались через Рино, Солт-Лейк-Сити и Омаху, добравшись до дома 23 апреля. Согласно подсчётам Эдуарда, путешествие обошлось в 690 долларов 22 цента. Эдуард вёл дневник, но он малосодержательный, и с трудом позволяет реконструировать события этих месяцев; почти нет там и размышлений, хотя Эдуард профессионально дискутировал с миссионерами. О подъёме на вулкан Килауэа известно из рассказа «A Tale of the South Pacific» (1880), а не дневниковой записи. В этом же рассказе лирический герой сообщает, что испытывал желание увидеть настоящий полинезийский остров ещё с детства, когда прочитал «Робинзона Крузо». По состоянию здоровья Беллами не мог активно заниматься журналистикой, и обратился к писательству. За два года (1878—1880) он опубликовал три романа и семь рассказов. Первый свой роман «Шесть к одному» (1878) он напечатал анонимно, но, в результате удостоился внимания читателей. Роман о судебном процессе доктора Хайденхоффа («Чудный сон») был опубликован в Великобритании и там же несколько раз переиздавался. Впрочем, во второй половине 1880-х годов, когда Беллами перешёл к политической публицистике и утопическому жанру, он бросил писать романтические истории, опасаясь, что его последователи сочтут его «несерьёзным».

### Издатель (1880—1884)
В начале 1880 года братья Беллами купили газету «Springfield Penny News», номинальным владельцем которой был Чарльз, а главным редактором — Эдуард. На самом деле никакого разделения труда не было, и для экономии братья практически всю работу осуществляли самостоятельно. В мае газета была переименована в «The Daily News» и принесла первый успех: в сентябре тираж достиг 4400 экземпляров, в октябре удалось переехать в просторный офис и купить ротационную машину с двумя валами. Однако 9 декабря 1880 года офис и печатный цех сгорели при пожаре. Благодаря страхованию и договорённостям с коллегами, номера выходили в других типографиях, и даже не было существенных убытков. В редакционной статье возрождённой в январе 1881 году газеты Беллами заявил, что превращает издание в подлинно народное, которое будет сообщать о всех новостях беспристрастно, не будет использовать скрытой рекламы, и не будет придерживаться какого-либо эстетического или политического направления. Последнее объяснялось тем, что и Эдуард, и Чарльз поддерживали разные партии. Также было заявлено, что газета будет печатать истории и объявления от людей, попавших в сложную ситуацию и нуждающихся в поддержке. Этому была посвящена отдельная колонка в виде диалога с неким «Исааком». Впрочем, уже к 1884 году тираж упал, делая издание нерентабельным, и во время экономического спада Эдуард предложил продать производственную базу и бренд конкурентам из Демократической партии. Чарльз взамен выкупил у брата все права и долговые обязательства за 1200 долларов, и Эдуард вернулся к литературной работе.

### Женитьба. Семья (1882—1886)
Со своей будущей женой — Эммой Августой Сэндерсон (Emma Augusta Sanderson; 12.02.1861—4.09.1956) — Эдуард познакомился ещё в 1874 году. После развода родителей 13-летняя девушка переехала в дом Беллами, и её неформальным опекуном сделался преподобный Руфус; в семье она воспринималась как дочь. «Серьёзный и прыщавый» Эдуард встречал Эмму на станции и вёз домой на тарантасе. Они быстро сблизились: Эдуард помогал Эмме осваивать латынь, на которой она научилась читать так же бегло, как и по-английски, подарил золотую цепочку (первое в её жизни украшение), а однажды взял с собой лес за каштанами. Лишь много лет спустя она узнала, что Беллами заранее купил каштанов и разбросал по земле, чтобы порадовать её богатым «уловом». К рубежу 1880-х годов у Беллами имелся определённый опыт в отношениях с женщинами, что известно из дневников и переписки, но, в общем, он принял решение не связывать себя узами брака. Это объяснялось, отчасти, неудачным романом с кузиной Джулией Патнэм Кросс, поскольку семьи категорически запретили им жениться. В 1881 году произошло объяснение, когда двадцатилетняя Эмма заявила, что испытывает к нему «более чем дружеское» расположение, на что Эдуард объявил, что если она хочет прожить жизнь «нормальной женщины», то лучше бы ей сменить объект приложения чувств. Впрочем, имеющиеся источники не позволяют определить, раньше или позже казуса с Дж. Кросс складывались взгляды Беллами на брак, «вынуждающего мужчину отказаться от „Бога, природы и книг“ во имя заработка». В конце концов именно Эмма (к тому времени она переехала к своей матери) пересилила предрассудки Эдуарда и они обвенчались 30 мая 1882 года.
Современниками отмечалось, что «Эмма была искренне влюблена в Эда», но интересы её нисколько не были интеллектуальными. Не слишком она разделяла и его литературные увлечения, пока не овдовела и не стала жить на роялти от прав на переиздания романа «Через сто лет». Эдуард Беллами был главой семьи патриархального типа, именно он зарабатывал и оплачивал все расходы семьи. Иногда он даже дарил жене драгоценности, так, однажды, привёз из Нью-Йорка золотое кольцо с бриллиантом и изумрудом, хотя это противоречило его собственным принципам. Они редко разлучались, и Беллами чувствовал себя неуютно без жены, когда сам выезжал на море для лечения или она занималась управлением Музыкальной ассоциацией округа Хэмпден. Несмотря на болезненное состояние Эдуарда, у супругов родилось двое детей: сын Пол (Paul; 1884—1956) и дочь Мэрион (Marion, в замужестве Earnshaw; 1886—1978). По воспоминаниям, писатель очень любил своих детей и умел успокоить их, даже когда они были младенцами, плакали от колик или когда резались зубы. После смерти Руфуса Беллами в 1886 году Эдуард и Эмма вернулись в родительский дом. Детей они приучали работать по дому и в саду, Эдуард подолгу гулял с ними, много рассказывал и заучивал молитвы, а также руководил чтением.

### Литературный успех (1887—1892)
Необходимость содержать дом, жену и двоих детей, побудили Беллами написать в 1887 году утопический роман о счастливом будущем, действие которого разворачивается в 3000 году. Затем он был переделан и получил название «Через сто лет». Беллами торопил издателя — Бенджамина Тикнора, — и откровенно писал, что «сейчас лучшее время для публикаций на социальные темы». Роман вышел в свет в январе 1888 года, после чего права быстро перекупила фирма «Houghton Mifflin», которая организовала немецкий перевод (выполненный раввином Соломоном Шиндлером). Второе американское издание, несколько доработанное автором в стилевом отношении, последовало в сентябре 1889 года. Роман сразу же был необыкновенно высоко оценён современниками, а социалист Роберт Линдблом в 1890 году заявил, что «этот роман отразил и упорядочил мысли и устремления современной эпохи». Роман был написан простым стилем, а изобилие диалогов помогало читателям отождествить себя с персонажами и не запутаться в идеях. Это было сознательной стратегией Беллами, который по опыту рецензирования книг знал ожидания американской публики. Сюжет был необычен: молодой предприниматель Джулиан Вест, впав в летаргию в 1887 году, просыпается в Бостоне 2000 года. Динамику повествованию придавали многочисленные картины будущей повседневности в сравнении с известной читателю жизнью, и любовная линия: возлюбленная Веста — Эдит Лит — как две капли воды похожа на его невесту Эдит Бартлетт, оставленную в XIX веке, и, как выясняется, является её потомком. В финале читатели были шокированы возвращением главного героя обратно в прошлое, которое оказывалось его ночным кошмаром.
Роман оказался востребован самыми разными идеологическими группами, от христианских социалистов и фундаменталистов до теософов (роман лично одобрила Елена Блаватская, увидевшая в нём наглядное описание будущего всемирного братства). Некоторые партии и общества скупали большие тиражи для бесплатного распространения в своей среде. Ученики Блаватской и масоны, — в том числе Сайрус Уиллард и Генри Уиллард Остин, — организовали в Бостоне первый «Националистический клуб» — по названию идеологии государственного индустриализма, описанного в романе. Роман одобряли даже суфражистки и члены движения за трезвость. К 1897 году только в США было продано 400 000 экземпляров книги, и примерно половина этого количества в Великобритании, где фирма Уильяма Ривза выпустила три или четыре издания романа, и напечатала 32 продолжения или вариации на темы разных авторов. Роман очень быстро был переведен на немецкий, французский, норвежский, русский и итальянский языки, и стал «новым Евангелием», программой так называемой Популистской партии.
Эдуард Беллами старался максимально дистанцироваться от всех политических организаций, которые пользовались его романом. Впрочем, первый «Националистический клуб» был основан по его личному одобрению. Беллами не появлялся на общественных мероприятиях (что объяснялось его природной замкнутостью), однако в Чикопи становилось всё больше визитёров, которых писатель не отваживал. К нему приходили даже бродяги, которых Эдуард иногда выслушивал, дарил предметы одежды из своего гардероба или пироги, которые пекла Эмма. В 1889 году бостонский клуб Беллами начал издание ежемесячного журнала «Националист», который просуществовал около двух лет. Равным образом, клуб распространил около 25 000 брошюр с докладами самого Беллами. Он лично выступил перед последователями лишь в декабре 1889 года, поскольку страдал диспепсией и думал о поездке на Багамские острова для лечения. После разорения журнала, в 1891 году Беллами открыл в Бостоне журнал «The New Nation», который перехватил бывших подписчиков «Националиста», но сам не занимался непосредственными издательскими делами. В редакционной статье, открывавшей первый номер, Беллами заявил, что собирается «критиковать существующую индустриальную систему как категорически не соответствующей нормам морали и нелепой с экономической точки зрения», и пропагандировать взамен национальную промышленную кооперацию, которая и называется «национализмом». У редакции были корреспонденты в Великобритании и Германии, которые сообщали о прогрессе социальных реформ в этих странах. С 14 февраля по 10 октября 1891 года и лично Беллами выпустил в своём журнале серию статей «Беседы о национализме», в которых от имени некоего националиста Смита рассуждал в очень доступной форме о бизнесе, правительстве, теории эволюции, правах женщин, отцовстве, мальтузианстве, и так далее. Беллами открыто выступил на национализацию угольной отрасли в США, почтовой службы, телефонного и телеграфного сообщения и железных дорог, и даже брался финансировать национальный референдум по этим вопросам.
Беллами побывал на учредительном конгрессе Популистской партии в Бостоне 17 октября 1891 года, а в своей речи говорил о разлагающем влиянии богатства на личность. Он также выступил на съезде партии в Фанейл-холле 30 марта 1892 года, но в октябре из-за обострения болезни не смог побывать на собрании, посвящённом получению партией права участвовать в выборах. В открытом письме он сообщал, «что Популистская партия является средством не только осуществления американской мечты об истинной республике равенства, братства, свободы и справедливости, но и спасения республики от промышленного Молоха». От партии Беллами выдвинули в коллегию выборщиков. Беллами отказался выступить на заседании Всемирного конгресса труда. На его состоянии не лучшим образом сказались кончина матери (11 сентября 1892 года) и кузена Уильяма Пэкера (23 апреля 1893 года). В 1893 году здоровье писателя ухудшилось настолько, что он мог общаться только по переписке, и отказался от управления газетой. Следующим его большим проектом стал роман «Равенство», в котором он хотел в популярной форме раскрыть это понятие. Беллами разочаровался в политическом национализме, поскольку республиканцы и демократы успешно пользовались его лозунгами, а в 1896 году партия популистов воссоединилась с Демократической партией.

### Последние годы (1893—1898)
Необходимость написания продолжения успешной утопии Беллами осознавал ещё в начале 1890-х годов. В его записных книжках содержится множество набросков и подробный сюжетный план. Начатый в 1893 году вариант не удовлетворял автора и работу над ним пришлось прекратить. Лишь в 1897 году рукопись «Равенства» была завершена. Эдуард работал в любом состоянии и регулярно. Если позволяло его состояние, он вместе с редактором «The Rutland Herald» Грином ездил играть в бильярд, который имелся в Спрингфилде. Беллами, хотя и вынашивал замыслы ещё двух книг, осознавал, что «Равенство» будет его последним текстом, жизненным и политическим завещанием: с 1896 года периоды релаксации становились всё длиннее. Наконец, издание вышло летом 1897 года. Автор заявлял, что это лучший роман изо всех, им написанных, но на фоне «Через сто лет», успех был относительным. К 10 сентября было продано 14 000 экземпляров книги, а к 1 декабрю — 21 044, продажи за океаном тоже были скромными. Критики сетовали на отсутствие увлекательной фабулы: роман, фактически, был длинным философским эссе, диалоги были нудными и слишком длинными.
В последний год своей жизни Беллами думал вернуться к изданию газеты, и возглавил совет директоров «Новой нации», выходящей в Денвере. Хотя в молодости он много писал в дневнике о необходимости физического саморазвития в той же мере, что и нравственного, в реальности к своему здоровью он был равнодушен. Эдуард тяжело переболел лёгочной инфекцией ещё в 1874 году, когда переночевал в сырой палатке во время лесного похода в штате Мэн. Из-за постоянного желудочного расстройства он никогда не мог регулярно питаться, а далее пристрастился к алкоголю, ибо ему прописали виски для нормализации пищеварения и лечения простуды. Состояние опьянения он неоднократно описывал в своём дневнике. В конце жизни ему подавали за обедом два яйца и стакан молока, и если при этом присутствовали гости, Эдуард расхаживал по столовой и занимал их беседой. В 1890 году Беллами заразился от маленькой дочери коклюшем, и с тех пор постоянно страдал от лёгочного заболевания. Ход его он постоянно отслеживал в дневнике. Корректуру «Равенства» Эдуард держал на ферме Пэкеров недалеко от Уэстерли. Наконец, родственники заставили писателя обратиться к специалисту, который направил его в Колорадо для лечения туберкулёза горным климатом. В августе 1897 года последовало резкое ухудшение, Беллами оказался прикован к постели. Лишь к апрелю 1898 года Эдуард окреп настолько, что можно было перевезти его в Чикопи. Дома Беллами стал составлять сборник рассказов «Мир слепых», в который собирался включить некоторые ранее не публиковавшиеся новеллы. Он понимал, что сборник выйдет после его смерти. В последние дни Эдуард допускал к себе только жену. 22 мая 1898 года он сообщил Эмме, что «смерть — это всё равно что пройти в другую комнату», и через несколько часов скончался. Биограф Артур Морган сообщал, что в заключении о смерти значился «туберкулёзный ларингит», который на самом деле был раком гортани. По завещанию тело было кремировано, а урна с прахом помещена на семейный участок кладбища Чикопи. Через три года после кончины Э. Беллами его кузен Френсис опубликовал отдельной книгой исторический роман «Герцог Стокбриджа», который при жизни писателя выпускался в газете «Bercshire Courier» как роман-фельетон. В 1905 году вдова Эдуарда продала семейный дом и перевезла семейные реликвии в Спрингфилд. Архив писателя был передан Мэйсону Грину для написания его подробной биографии, но в 1906 году дом Грина сгорел и бо́льшая часть переписки и дневников были утрачены безвозвратно.

## «Через сто лет»
Беллами написал более трёх десятков рассказов и три романа. Наибольшую славу ему принёс написанный в 1888 году социалистический утопический роман Looking Backward: 2000—1887, на русском языке выходивший под названиями «Через сто лет», «Будущий век» и «Золотой век».
Главный герой книги под влиянием гипноза заснул летаргическим сном в Бостоне в конце XIX века, а проснулся уже в 2000 году и обнаружил. что все производственные мощности в США являются государственной собственностью, а каждый гражданин с 21 до 45 лет обязан трудиться в «промышленной армии», но получает за счёт государственного кредита (в романе впервые описаны дебетные карты и супермаркеты) всё необходимое, включая жильё. Сверх прожиточного минимума оплачиваются тяжёлые и опасные работы, а также творческая деятельность, выводящая человека за пределы индустриального производства. Экономическую и социальную систему будущего Беллами называл «национализмом», чтобы не вызывать ассоциаций с радикальными социалистами того времени.
Книга вызвала широкий резонанс, в США и других странах возникли политические и общественные движения, ставившие своей целью реализацию описанной в романе общественной системы на практике. Это политическое движение просуществовало более пятидесяти лет, например существовавшая в Нидерландах Партия Беллами просуществовала до 1947 года. Роман переиздавался много раз и в общей сложности был опубликован тиражом свыше одного миллиона экземпляров.
В 1897 году Беллами написал роман «Равенство» (англ. Equality), продолжение «Через сто лет», в котором он отреагировал на многие критические замечания к первому роману.

## Беллами и Россия
Имя Беллами стало известно в Российской империи после выхода в свет романа Looking Backward or 2000—1887 (1889), который на протяжении следующих 6 лет выходил в России на русском языке в 7 различных переводах (оригинальное название романа переводилось как «Через сто лет», «Взгляд в прошлое: из 2000 года в 1887 год» и «В 2000 году»). В. Г. Короленко писал: «Он не художник, но и он тоже старается дать и образы, и чувство, чувство человека, в душу которого заглянуло будущее. Он ещё точно не знает, в каких формах оно сложится, он их рисует наугад, даже порой не рисует, а только чертит». М. Горький считал, что Беллами и его теории, изложенные в книге, «известны каждому русскому студенту». «Социалистический» строй и демократические реформы, изображенные в романе, привлекали внимание оппозиционно настроенной общественности и рабочих кружков и союзов России, дали толчок созданию клубов сторонников утопического социализма. В 1891-93 гг. в России были напечатаны и другие произведения Беллами, включая его романы Mrs. Ludington’s Sister (на русском языке «Ида Людингтон») и Dr. Heidenhoff’s Process (на русском языке «Чудный сон»). После октября 1917 года тиражи изданных в Советской России книг Беллами, в частности его «Сказки о воде» — притчи о вреде, наносимом обществу и личности частной собственностью, достигали многих сотен тысяч экземпляров.

## Память
В 2011 году в Екатеринбурге был открыт Памятник банковской пластиковой карте. Барельеф в виде руки, которая держит кредитку. Памятник установлен по адресу ул. Малышева, 31б. На чугунной банковской карте выгравировано имя Эдварда Беллами. Его имя было выбрано потому, что в своем романе «Взгляд назад» он первым выдвинул идею платежных карт.

## Произведения

### Первоиздания. Собрания публицистики и прозы
- Bellamy E. Six to One; a Nantucket Idyl. — New York : G. P. Putnam's sons, 1878. — 176 p.
- Bellamy E. Doctor Heidenhoff's process. — London : W. Reeves, 1880. — 139 p. — (The Bellamy series. No. 2).
- Bellamy E. Miss Luddington's Sister: A Romance of Immorality. — Boston : James R. Osgood and Co., 1884. — 260 p.
- Bellamy E. Looking Backward, 2000—1887. — Boston and New York : Houghton, Mifflin and Company, 1888. — vi, 470 p.
  - Bellamy E. Looking backward, 2000—1887 / edited with an introduction and notes by Matthew Beaumont. — Oxford University Press, 2007. — xxxvi, 220 p. — (Oxford world's classics). — ISBN 978-0-19-280629-1.
- Bellamy E. How I Came To Write Looking Backward // The Nationalist. — 1889. — Vol. 1, no. 1. — P. 1—4.
- Bellamy E. Plutocracy or Nationalism — Which? : Adress of Edward Bellamy at Tremont Temple, Boston, May 31st, 1889. — 12 p.
- Bellamy E. Equality. — New York : D. Appleton and Co, 1897. — viii, 412 p.
- Bellamy E. The blindman's world and other stories / With a prefatory sketch by W. D. Howells. — Boston, New York : Houghton, Mifflin and company, 1898. — xiii, 415 p.
- Bellamy E. The Duke of Stockbridge; a romance of Shay's Rebellion. — New York, Boston, Chicago : Silver, Burdett and company, 1900. — viii, 371 p.
- Bellamy E. Selected writings on religion and society / With an introd. by Joseph Schiffman. — New York : Liberal Arts Press, 1955. — xlix, 139 p. — (American heritage ser., 11.).
- Bellamy E. Apparitions of things to come : tales of mystery & imagination / edited & introduced by Franklin Rosemont ; collages by Hal Ramel. — Chicago : Charles H. Kerr Publishing Company, 1990. — 175 p. — (Lost utopias, 1).

### Переводы на русский язык
- Беллами Э. Будущий век (Через сто лет) : Пер. с англ. — М. : М. В. Клюкин, 1899. — 334 с. — Postscriptum автора. Отчет о мировом прогрессе. Издателю Бостон. «Transcript».
- Через сто лет (Looking backward) : роман Эдуарда Беллами / Пер. с англ. Ф. Зинин. — СПб. : Ф. Павленков, 1891. — IV, 312 с.
- Будущий век (Looking backward) : Роман Эдварда Беллами : С портр. и факс. авт / Пер. с англ. Л. Гей. — СПб. : тип. А. С. Суворина, 1891. — IV, 334 с.
- Беллами Э. Золотой век : («Через сто лет») / В попул. обраб. Б. С. Маевского. — М. : Д. П. Ефимов, 1905. — 64 с. — (Для народа, школ и войск).
- Через сто лет (по Беллами) / сокр. А. А. Николаевым. — СПб. : Земля и воля, 1906. — 140 с.
  - Через сто лет : Социалистич. роман (по Беллами) / Сокращ. А. А. Николаевым. — Москва — Петроград : Революционная мысль (тип. Мин. зем.), 1918. — 106 с. — (Библиотека романов).
- Беллами Э. Равенство : [Роман] : Э. Беллами, авт. романа «Через сто лет» / Пер. с англ. Б. Винницкой. — М. : т-во И. Д. Сытина, 1907. — VIII, 671, IV с.
- Беллами Э. Собрание сочинений [Текст] : в двух томах / перевод с английского Ф. Зинина и др. — М. : Книжный Клуб Книговек : Терра, 2018. — Т. 1: Через сто лет : роман ; Равенство : роман (начало). — 342 с. — (Большая библиотека приключений и научной фантастики). — ISBN 978-5-4224-1435-2.
- Беллами Э. Собрание сочинений : в двух томах / перевод с английского Ф. Зинина и др. — М. : Книжный Клуб Книговек : Терра, 2018. — Т. 2: Равенство : роман (окончание) ; Чудный сон : повесть ; Сказка о воде. — 333 с. — (Большая библиотека приключений и научной фантастики). — ISBN 978-5-4224-1436-9.

### Монографические и справочные издания
- Beaumont M. Utopia ltd. : ideologies of social dreaming in England, 1870—1900. — Leiden : Koninklijke Brill, 2005. — xi, 214 p. — (Historical materialism book series, 7). — ISBN 90-04-14296-7.
- Bowman S. The Year 2000: A Critical Biography of Edward Bellamy. — New York : Bookman Associates, 1958. — 404 p.
- Griffith N. S. Edward Bellamy : a bibliography. — Metuchen, N. J. : The Scarecrow Press, Inc., 1986. — xi, 185 p. — (Scarecrow author bibliographies ; no. 78). — ISBN 0-8108-1932-5.
- Lipow A. Authoritarian socialism in America: Edward Bellamy and the Nationalist Movement. — Berkeley and Los Angeles : University of California Press, Ltd., 1982. — ix, 315 p. — ISBN 0-520-04005-8.
- Looking backward, 1988—1888 : essays on Edward Bellamy / edited by Daphne Patai. — Amherst : The University of Massachusetts Press, 1988. — vii, 227 p. — ISBN 0-87023-633-4.
- Morgan A. E. Edward Bellamy. — New York : Columbia Univ. Press, 1944. — xviii, 468 p. — (Columbia Studies in American culture, 15).
- Morgan A. E. The philosophy of Edward Bellamy / Greenwood Press, Inc.. — Westport : King's Crown Press, 1979. — vii, 96 p. — ISBN 0-313-21037-3.
- Schiffman J. The genesis of Edward Bellamy thought : A dissertation, … submitted for the degree of Doctor of Philosophy. — New York University, 1951. — xxvii, 205 p.
- Thomas J. L. Alternative America: Henry George, Edward Bellamy, Henry Demarest Lloyd and the Adversary Tradition. — Cambdidge, Mass. : The Belknap Press of Harvard University Press, 1983. — x, 399 p. — ISBN 0-674-01676-9.
- Бабух С. Беллами // Литературная энциклопедия. — М. : Изд-во Ком. Акад., 1930. — Т. 1. — Стб. 405—406.
- Гиленсон Б. А. Социалистическая традиция в литературе США. — М. : Наука, 1975. — 200 с. — (Из истории мировой культуры).
- Ермолович Д. И. Англо-русский словарь персоналий. — М. : Русский язык, 1993. — 336 с. — ISBN 5-200-00608-2.
- Николюкин А. Н. Беллами // Краткая литературная энциклопедия / Гл. ред. А. А. Сурков. — М. : Сов. энцикл., 1962. — Т. 1: Аарне — Гаврилов. — Стб. 511.
- Шогенцукова Н. А. Утопический роман. Эдвард Беллами // История литературы США. — М. : ИМЛИ РАН, 2003. — Т. IV: Литература последней трети XIX в.: 1865—1900 (становление реализма). — С. 771—802. — ISBN 5-9208-0192-1.

### Статьи
- Auerbach J. «The Nation Organized»: Utopian Impotence in Edward Bellamy's Looking Backward // American Literary History. — 1994. — Vol. 6, no. 1. — P. 24—47. — JSTOR 489898.
- Berkove L. I. Edward Bellamy's «Looking Backward»: The Contemporary Context // CEA Critic. — 1989. — Vol. 52, no. 1/2. — P. 80—86. — JSTOR 44378202.
- Brown P. A. Edward Bellamy: An Introductory Bibliography // American Studies International. — 1988. — Vol. 26, no. 2. — P. 37—50. — JSTOR 41280650.
- Haber S. The Nightmare and the Dream: Edward Bellamy and the Travails of Socialist Thought // Journal of American Studies. — 2002. — Vol. 36, no. 3, Part 1: Looking Backward, Looking Forward: From the Gilded Age to the 1930s. — P. 417—440. — doi:10.1017/S0021875802006898.
- James M. H. The Polarity of Individualism and Conformity, a Dynamic of the Dream of Freedom, Examined in «Looking Backward» // Christianity and Literature. — 1985. — Vol. 35, no. 1. — P. 17—59. — JSTOR 44311387.
- Khouri N. Clockwork and Eros: Models of Utopia in Edward Bellamy and William Morris // CLA Journal. — 1981. — Vol. 24, no. 2. — P. 376—399. — JSTOR 44324849.
- Manton K. The British Nationalization of Labour Society and the Place of Edward Bellamy's Looking Backward in Late Nineteenth-Century Socialism and Radicalism // History of Political Thought. — 2004. — Vol. 25, no. 2. — P. 325—347. — JSTOR 26220166.
- Mchugh C. Midwestern Populist Leadership and Edward Bellamy: 'looking Backward' into the Future // American Studies. — 1978. — Vol. 19, no. 2, a new look at old masters. — P. 57—74. — JSTOR 40641359.
- Mullin J. R. Edward Bellamy's Ambivalence: Can Utopia Be Urban? // Utopian Studies. — 2000. — Vol. 11, no. 1. — P. 51—65. — JSTOR 25702457.
- Sadler E. One Book’s Influence. Edward Bellamy’s «Looking Backward» // The New England Quarterly. — 1944. — Vol. 17, no. 4. — P. 530—555. — JSTOR 361806.
- Schiffman J. Edward Bellamy's Religious Thought // PMLA. — 1953. — Vol. 68, no. 4 (сентябрь). — P. 716—732. — JSTOR 459794.
- Мартынов Д. Е. Две модели американской утопии (на примере произведений Э. Беллами и Р. Хайнлайна) // Учёные записки Казанского университета. Сер. Гуманит. науки. — 2016. — Т. 158, № 1. — С. 244–255.